# Viborgstadion
Het Viborgstadion, om sponsorredenen ook Energi Viborg Arena, is een voetbalstadion in de Deense plaats Viborg. Het is de thuisbasis van Viborg FF en heeft een capaciteit van 9.566 zitplaatsen.